# Pedro Pérez Disalvo
Pedro Pérez Disalvo (La Plata, Provincia de Buenos Aires, 20 de septiembre de 1989) es un baloncestista profesional y streamer argentino. Habituado a actuar como base, forma parte de la plantilla de Gimnasia y Esgrima La Plata de La Liga Argentina.

## Carrera en el baloncesto

### Clubes
| Club                        | País      | Año             |
| --------------------------- | --------- | --------------- |
| Gimnasia y Esgrima La Plata | Argentina | 2006 - 2016     |
| Central Argentino Olímpico  | Argentina | 2016 - 2017     |
| Municipalidad de Junín      | Argentina | 2017 - 2018     |
| Regatas Uruguay             | Argentina | 2018 - 2019     |
| Municipalidad de Junín      | Argentina | 2019 - 2020     |
| Sportivo Escobar            | Argentina | 2021 - 2022     |
| Peñarol de Rosario de Tala  | Argentina | 2022            |
| Racing Club                 | Argentina | 2023 - 2025     |
| Gimnasia y Esgrima La Plata | Argentina | 2025 - Presente |

## Vida privada
Pérez Disalvo es hermano de la celebridad de Internet argentina Coscu. Por influencia de él, desde 2020 realiza streamings en las plataformas de Twitch y YouTube, abordando diversos temas pero hablando fundamentalmente del baloncesto de la NBA.
En 2023 creó y organizó el Stream Jam, una liga amateur de baloncesto 3x3 en la que participaron celebridades como Duki, Rusherking, Daniel Rodrigo Martins, Ulises Bueno y Grego Rossello entre otros.